# Max Giusti
Massimiliano Giusti, conocido como Max Giusti (Roma) es un actor, cantante, actor de voz, locutor de radio y presentador de televisión italiano.

## Filmografía

### Actor

#### Películas
- Heaven - En el cielo, de Tom Tykwer (2002)
- Nero bifamiliare (2007)

#### Serie de televisión
- Ladri si nasce, de Pier Francesco Pingitore (1997)
- Ladri si diventa, de Pier Francesco Pingitore (1998)
- Distretto di Polizia, de Alessandro Capone e Alberto Ferrari (2007-2009)
- Raccontami, de Riccardo Donna y Tiziana Aristarco (2008)
- Todos locos por amor - serie de TV (2012)

### Actor de voz
- Suits (voz italiana de Harvey Specter)
- Despicable Me (voz italiana de Gru)